# Quy trình điều dưỡng
Quy trình điều dưỡng được xây dựng dựa trên một quy trình khoa học gồm nhiều bước kế tiếp nhau tạo thành một vòng tròn khép kín. Quy trình điều dưỡng lần đầu tiên được giới thiệu bởi Ida Jean Orlando vào năm 1958  gồm có 4 bước: nhận định, lập kế hoạch điều dưỡng, thực hiện kế hoạch điều dưỡng, và đánh giá.

## Các bước của quy trình điều dưỡng
The nursing process is goal-oriented method of caring that provides a framework to nursing care. It involves five major steps:
- A  - Assessing - Nhận định
- D  - Diagnosing - Chẩn đoán điều dưỡng
- P  - Planing - Lập kế hoạch điều dưỡng
- I  - Implementing - Thực hiện kế hoạch
- E  - Evaluating - Đánh giá

### Nhận định
Thu thập mọi thông tin về người bệnh. Cần tiếp xúc trực tiếp với người bệnh, nếu cần có thể tiếp xúc với gia đình người bệnh. Nhận định người bệnh là một loạt các bước gồm:
- Khai thác tiền sử
- Các kết quả khám thực thể
- Ghi nhận các dấu hiệu sinh tồn
- Hồ sơ điều trị
- Các kết quả xét nghiệm cận lâm sàng
- Các dấu hiệu chủ quan hoặc khách quan,...

### Chẩn đoán điều dưỡng
Từ nguồn dữ kiện thu thập được, người điều dưỡng phải có khả năng phân tích, phán đoán dựa trên cơ sở khoa học và kinh nghiệm để thiết lập chẩn đoán điều dưỡng. Là một loạt các quyết định mà người điều dưỡng cần làm để giải quyết những nhu cầu của người bệnh đã được nhận định. Người điều dưỡng dựa vào chẩn đoán của mình để đưa ra hướng can thiệp và lập nên kế hoạch chăm sóc.

### Lập kế hoạch điều dưỡng
Lập kế hoạch chăm sóc là rất cần thiết do điều dưỡng xây dựng và phát triển thành một kế hoạch chăm sóc, trong đó có xác định làm thế nào để có thể giải quyết, giảm bớt và giảm thiểu những vấn đề của người bệnh.

### Thực hiện kế hoạch điều dưỡng
Thực hiện kế hoạch chăm sóc là hành động cần thiết để hoàn thành sự can thiệt điều dưỡng đã vạch ra, nó mang tính liên tục và tác động qua lại với các thành phần khác của quy trình điều dưỡng.

### Đánh giá
Đánh giá của quy trình điều dưỡng được sử dụng để đo lường sự đáp ứng của người bệnh đối với việc chăm sóc của người điều dưỡng mà họ đã tiếp nhận.

## Các đặc điểm của quy trình điều dưỡng
- Cyclic and dynamic
- Goal directed and client centered
- Interpersonal and collaborative
- Universally applicable
- Systematic

The entire process is recorded or documented in order to inform all members of the health care team.

## Trích dẫn
1. ↑  page 432, Marriner-Tomey & Allgood (2006) Nursing Theorists and their work
2. ↑  "Nursing practice problem".[liên kết hỏng]
3. ↑  Kozier, Barbara, et al. (2004) Assessing, Fundamentals of Nursing: concepts, process and practice, 2nd ed., p. 261

Bản mẫu:Điều dưỡng